# Belváros
Pour les articles homonymes, voir Belváros (homonymie).
Belváros (prononcé : [ˈbɛlvaːɾoʃ] ; en français : « centre-ville ») est un quartier de Budapest situé dans le 5e arrondissement. Il correspond au Vieux-Pest et se situe dans le centre-ville de la capitale, cerné par le Danube et le Kiskörút.
Le quartier est très riche en monuments historiques et est le plus touristique et commerçant de la capitale.
Il abrite la célèbre Váci utca qui est très animée.
Le quartier compte de nombreux hôtels de luxe comme l'hôtel Intercontinental ou le Mariott donnant sur le Danube.

## Galerie

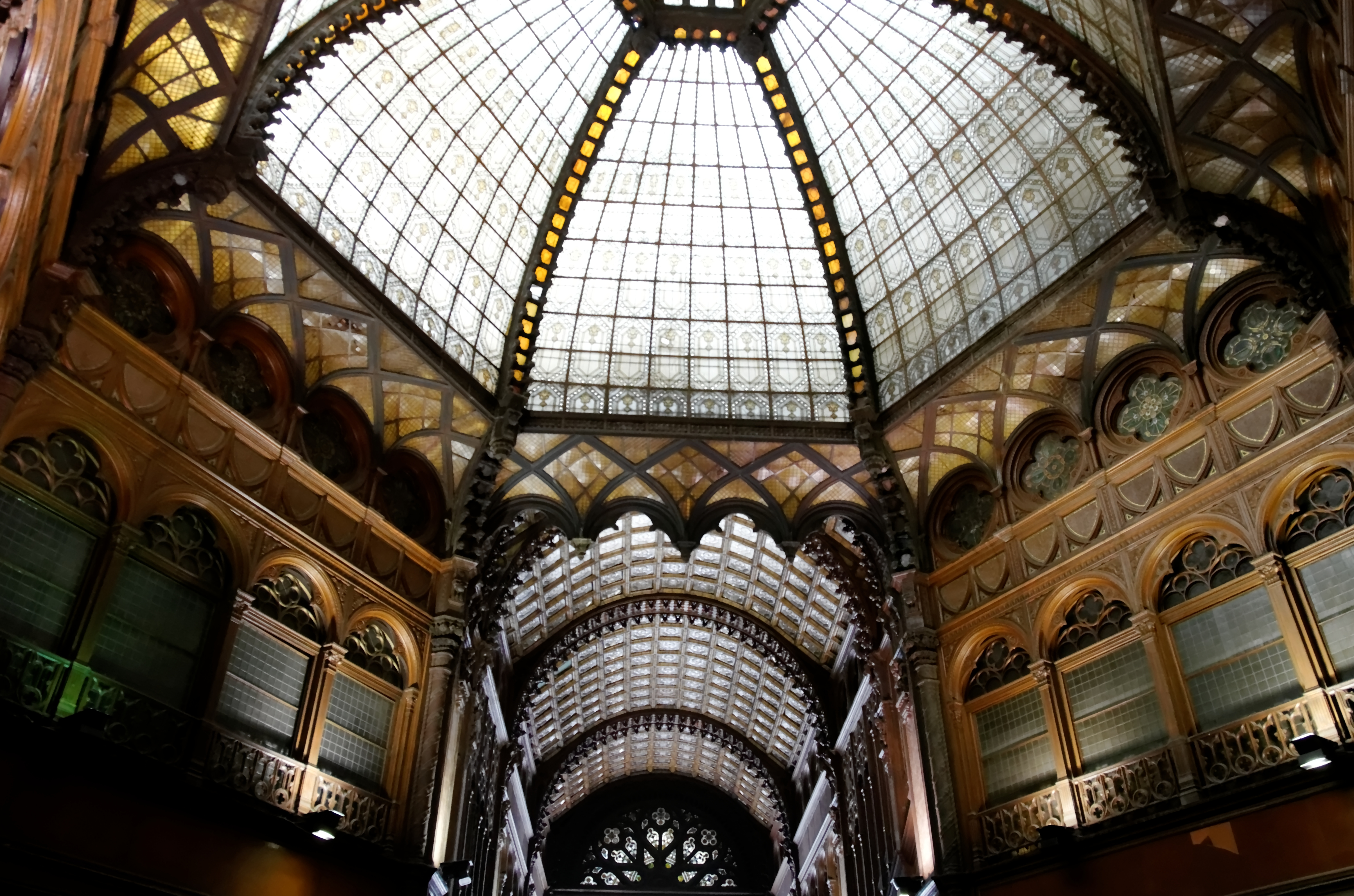
Verrière de la galerie Párizsi udvar située à l'angle de Kígyó utca et de Petőfi Sándor utca

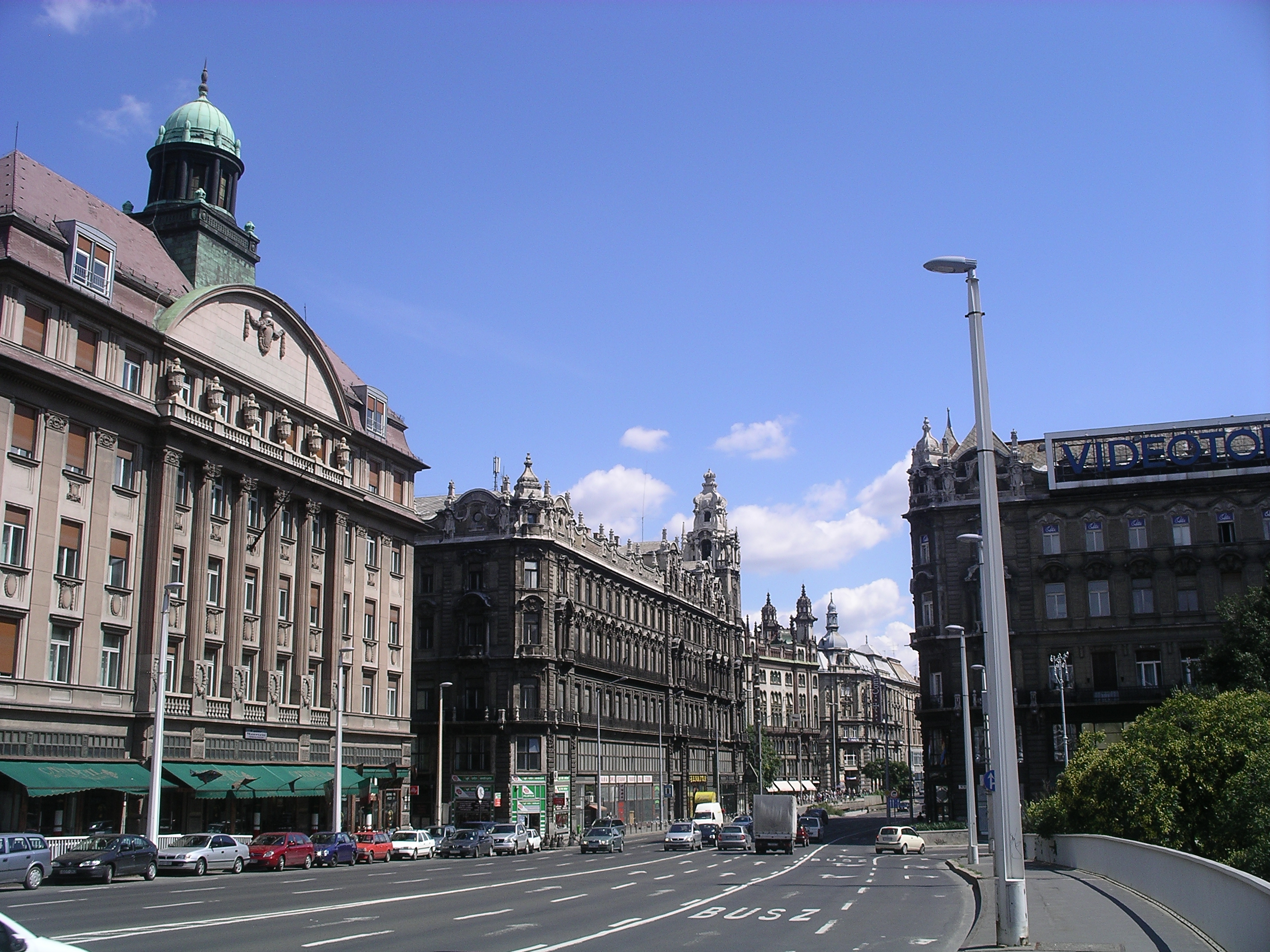
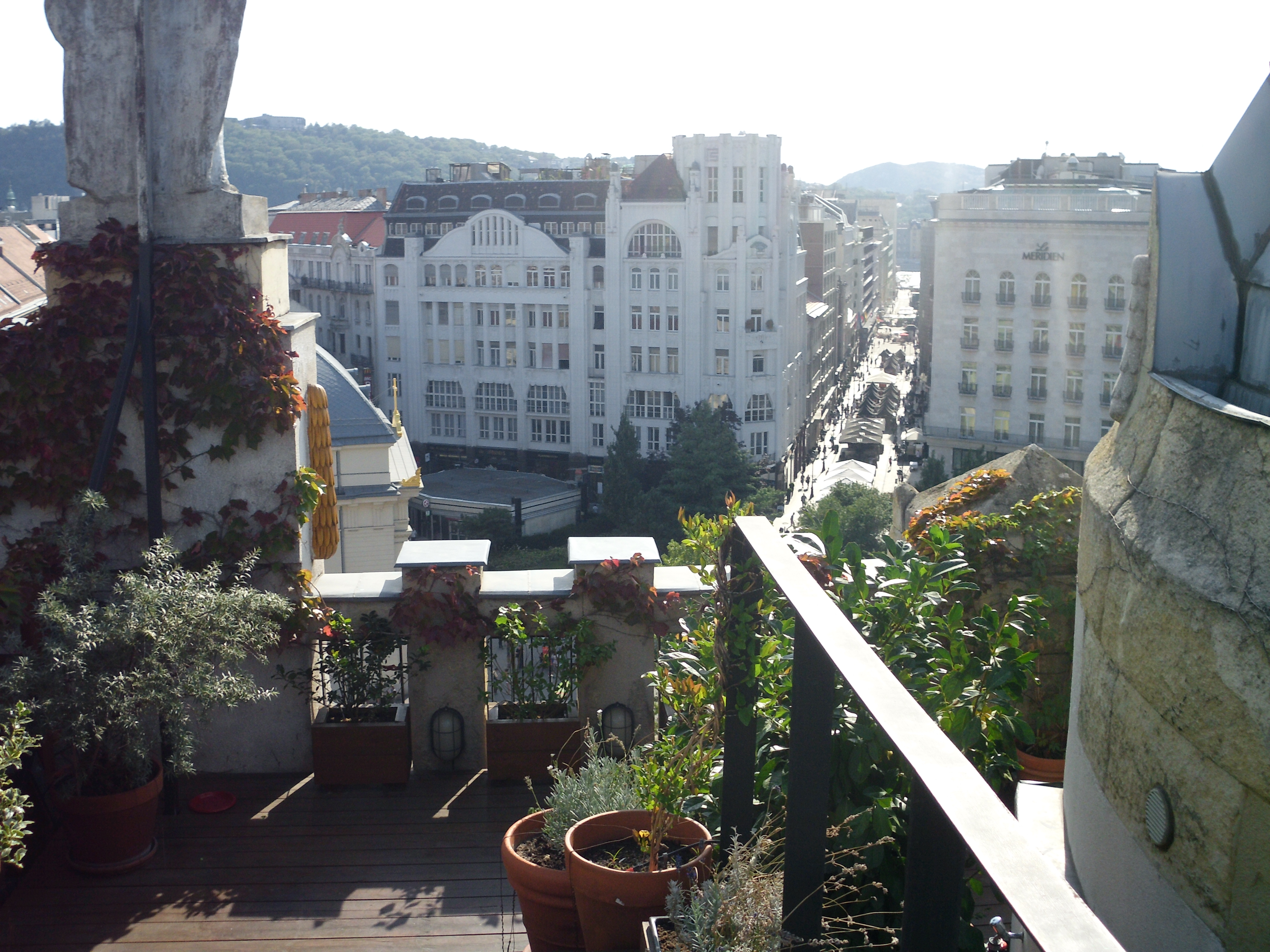
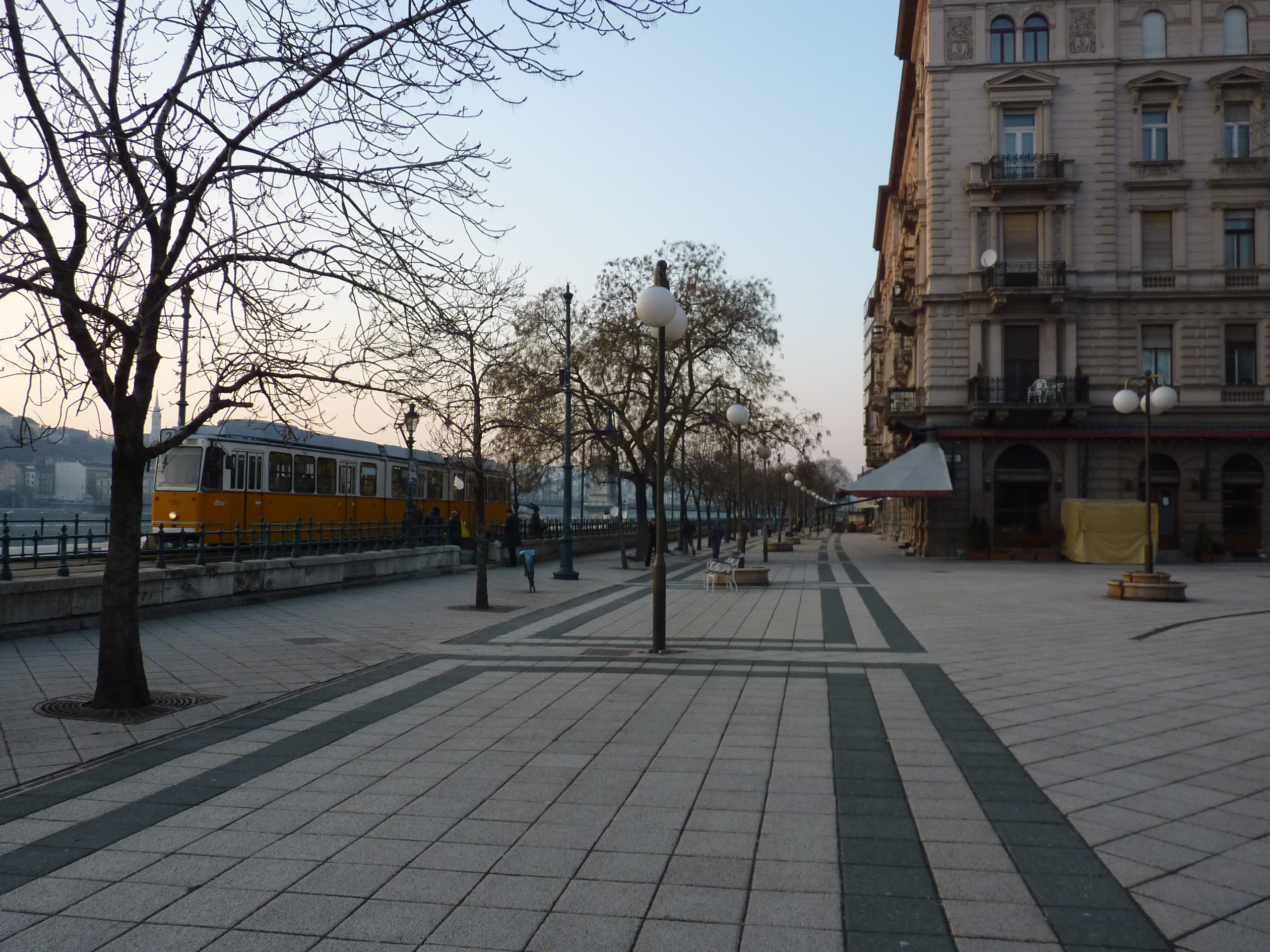

## Information
- https://www.budapestinfo.hu/fr/